# Magnus Maximus

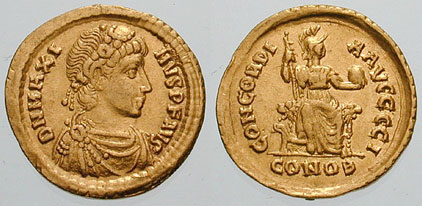
Solidus des Magnus Maximus.

Magnus Maximus (* um 335; † 28. August 388) war von 383 bis zu seinem Tod als Usurpator Kaiser im Westen des Römischen Reiches.

## Leben

### Aufstieg
Geboren in Hispanien, diente Maximus unter Flavius Theodosius, dem Vater von Theodosius I. Wenig wahrscheinlich ist eine verwandtschaftliche Beziehung zu Theodosius, da Maximus von geringerer Herkunft war. Maximus wurde von seinen Truppen im Frühjahr 383 zum Kaiser proklamiert, während er die römische Armee in Britannien kommandierte. Anlass für die Rebellion war angeblich unter anderem die zunehmende Verärgerung des Militärs über den Westkaiser Gratian, der mehr und mehr alanische Truppen favorisiert hatte. Entscheidend dürfte aber gewesen sein, dass sich die römischen Truppen auf der Insel, die in ständige, verlustreiche Kleinkriege mit Pikten, Skoten und Iren verwickelt waren, vom fernen Gratian im Stich gelassen fühlten. Es war typisch für die römische Armee, dass eine kämpfende Truppe stets ein großes Verlangen nach „Kaisernähe“ hatte. Da Gratian nicht greifbar war, erhoben die britannischen Legionen daher ihren Anführer Maximus. Möglicherweise lief kurz darauf auch der einflussreiche germanische Heermeister Merobaudes zu Maximus über.

### Magnus Maximus als Kaiser

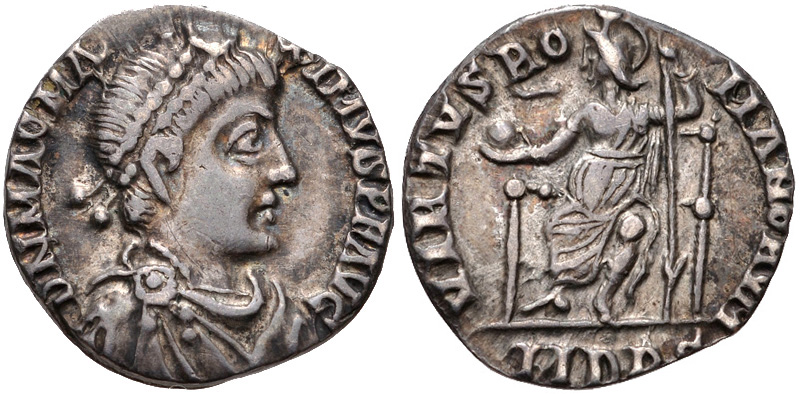
Siliqua des Magnus Maximus, auf der Rückseite die Gottheit Roma

Maximus wandte sich zunächst nach Gallien. Gratian zog ihm entgegen, seine Armee jedoch wechselte bei Paris zu Maximus, woraufhin Gratian nach Lyon floh, wo er am 25. August 383 von Maximus’ Magister Equitum Andragathius erschlagen wurde. Maximus wurde 384 neben Gratians Halbbruder Valentinian II. vom Ostkaiser Theodosius I. – vorerst – als zweiter Augustus des Westens anerkannt und war fortan für die transalpinen Provinzen, also Britannien, Gallien, Germanien und Spanien, zuständig. Seinen Sohn Flavius Victor erhob er zum Caesar. Sein Verbündeter Gildo herrschte über Africa.
Maximus nahm seine Residenz in Augusta Treverorum (Trier). Er wurde ein in Gallien sehr populärer Kaiser, dessen Andenken noch Jahrzehnte später von Männern wie Sidonius Apollinaris in hohen Ehren gehalten wurde. Zugleich aber war er auch ein unerbittlicher Verfolger jeglicher Häresie, etwa der gnostisch beeinflussten asketischen Bewegung Priscillians in Spanien und Südfrankreich. Durch die Hinrichtung Priscillians – des ersten Christen, der vom nunmehr ebenfalls christlichen römischen Staat aus religiösen Gründen getötet wurde – und die Verfolgung seiner Anhänger brachte er sich in Gegensatz zu Ambrosius von Mailand und Martin von Tours. Die bedrohte Rheingrenze konnte Maximus wieder sichern.

### Niederlage und Tod
Im Verlauf des Jahres 386 wuchsen die Spannungen zwischen Maximus und seinen Mitherrschern. 387 zog er schließlich über die Alpen auf Mailand zu, um auch Italien und das Illyricum seinem Machtbereich hinzuzufügen. Zum Schutz der Rheingrenze ließ er Truppen unter dem General Nanninus zurück, dessen Obhut er auch den nunmehr zum Augustus erhobenen Victor anvertraute. Die Abwesenheit größerer Truppenverbände nutzten die Germanen jedoch aus. 388 musste Nanninus schwere fränkische Überfälle abwehren (siehe Marcomer).
Gegen Valentinian II. hingegen war Maximus erfolgreich. Valentinian floh schließlich zu seinem Schwager Theodosius I., der bereits seit längerem zu einem Feldzug gegen Maximus rüstete. Theodosius schlug Maximus im Sommer 388 in zwei Schlachten (bei Siscia, heute Sisak, und Poetovio, heute Ptuj). Wenig später wurde Maximus hingerichtet. Flavius Victor wurde kurz darauf in Gallien ermordet, und Theodosius setzte Valentinian II. erneut als Kaiser des Westens ein.

## Magnus Maximus in walisischen Legenden
In der Erzählung Breuddwyd Macsen („Macsens Traum“) wird Magnus Maximus „Macsen Wledig“ genannt (von walisisch „Gwlad“: Land, Nation, genaue Bedeutung unbekannt), verheiratet mit Elen Luyddawg, der Tochter des Königs Eudaf Hen aus der Gegend um Segontium, das heutige Caernarvon. Die Geschichte von Macsen Wledig und Helen ist sicher unhistorisch, doch führten noch im Mittelalter mehrere walisische Fürsten ihre Herkunft auf Macsen zurück. Es wird ferner behauptet, Magnus Maximus sei der Verantwortliche für den Rückzug der römischen Truppen aus Wales gewesen, zwanzig Jahre, bevor der Rest Britanniens sich selbst überlassen wurde.
Tatsache ist, dass Maximus’ Gallienfeldzug dazu führte, dass ein großer Teil der römischen Truppen die Insel verließ, um am Bürgerkrieg gegen Theodosius teilzunehmen; da aber um 390 noch einmal neue Einheiten nach Britannien verlegt wurden, die 398 auch noch einmal eine Offensive in der Region des Hadrianswalles durchführten, kann die Aufgabe der Provinz nicht sicher mit der Usurpation des Maximus verbunden werden.